# Fotbal Club Argeș Pitești 2025-2026
Questa voce raccoglie le informazioni riguardanti il Fotbal Club Argeș Pitești nelle competizioni ufficiali della stagione 2025-2026.

## Stagione
In seguito alla vittoria dalla Liga II della stagione precedente, nella stagione 2025-2026 l'Argeș Pitești disputa il campionato di Liga I, tornando in massima serie dopo due anni di assenza. A causa dell'indisponibilità dell'impianto Nicolae Dobrin di Pitești, in via di ristrutturazione, la squadra gioca le proprie partite casalinghe allo Stadio Orășenesc della vicina Mioveni.

## Divise e sponsor
Lo sponsor tecnico per la stagione 2025-2026 è Macron, mentre il main sponsor è Vlad Cazino.
| Casa | Trasferta | Terza divisa |

## Organigramma societario
Area direttiva
- Presidente: Dănuț Coman
- Membri del consiglio di dirigenza: Daniel Janță, Octavian Lupu
- Membri dell'assemblea generale: Cristian Gentea, Mihai Marinescu, Romi Becheanu
- Coordinatore del sistema di licenze: Vasile Popa
- Team manager: Doru Toma

Area tecnica
- Allenatore: Bogdan Andone
- Allenatori in seconda: Marius Suller, Cristian Tănase
- Allenatore dei portieri: Ionuț Bosneag
- Preparatore atletico: Massimo Stalteri
- Analista video: Cosmin Ion
- Direttore sportivo: Sorin Boiangiu
- Magazziniere: Sorinel Roșu

Area sanitaria
- Medico sociale: Dragoș Șerb
- Fisioterapista: Ionuț Hristache
- Massaggiatori: Eugen Păsărică, Valentin Melu

## Rosa
Rosa e numerazione aggiornate al 10 agosto 2025.
| N. |                           | Ruolo | Calciatore                |
| -- | ------------------------- | ----- | ------------------------- |
| 1  | Romania (bandiera)        | P     | Cătălin Straton           |
| 2  | Romania (bandiera)        | D     | Costinel Tofan (capitano) |
| 3  | Kosovo (bandiera)         | D     | Leard Sadriu              |
| 4  | Costa d'Avorio (bandiera) | C     | Kevin Doukoure            |
| 5  | Romania (bandiera)        | D     | Marius Briceag            |
| 6  | Romania (bandiera)        | D     | Mario Tudose              |
| 7  | Spagna (bandiera)         | C     | Nacho Heras               |
| 9  | Romania (bandiera)        | A     | Mihai Roman               |
| 11 | Romania (bandiera)        | A     | Yanis Pîrvu               |
| 14 | Camerun (bandiera)        | A     | Franck Tchassem           |
| 15 | Brasile (bandiera)        | D     | Guilherme Garutti         |
| 16 | Romania (bandiera)        | A     | Ionuț Rădescu             |
| 17 | Portogallo (bandiera)     | A     | Ricardo Matos             |
| 19 | Romania (bandiera)        | A     | Rafael Petriu             |
| 21 | Tunisia (bandiera)        | A     | Adel Bettaieb             |

| N. |                               | Ruolo | Calciatore           |
| -- | ----------------------------- | ----- | -------------------- |
| 22 | Moldavia (bandiera)           | C     | Vadim Rață           |
| 23 | Romania (bandiera)            | D     | Florin Borța         |
| 24 | Croazia (bandiera)            | C     | Jakov Blagaić        |
| 25 | Giappone (bandiera)           | C     | Takayuki Seto        |
| 26 | Romania (bandiera)            | D     | Dorinel Oancea       |
| 27 | Spagna (bandiera)             | A     | Rober Sierra         |
| 28 | Romania (bandiera)            | D     | Claudiu Stancu       |
| 30 | Brasile (bandiera)            | A     | Caio Fereira Martins |
| 33 | Romania (bandiera)            | P     | Luca Crăciun         |
| 43 | Guinea Equatoriale (bandiera) | D     | Esteban Obiang       |
| 80 | Romania (bandiera)            | C     | Andrei Dinu          |
| 91 | Romania (bandiera)            | P     | David Lazar          |
| 98 | Romania (bandiera)            | A     | Adriano Manole       |
| 99 | Romania (bandiera)            | A     | Robert Moldoveanu    |

## Calciomercato

### Sessione estiva(dall'1/7 al 30/9)
| Acquisti         | Acquisti             | Acquisti            | Acquisti      |
| R.               | Nome                 | da                  | Modalità      |
| ---------------- | -------------------- | ------------------- | ------------- |
| P                | David Lazar          | Univ. Craiova       | svincolato    |
| D                | Dorinel Oancea       | Univ. Cluj          | svincolato    |
| D                | Leard Sadriu         | NŠ Mura             | svincolato    |
| C                | Jakov Blagaić        | Puszcza Niepołomice | svincolato    |
| C                | Nacho Heras          | CSA Steaua Bucarest | svincolato    |
| C                | Ricardo Matos        | Gloria Buzău        | svincolato    |
| C                | Vadim Rață           | Univ. Cluj          | svincolato    |
| C                | Rober Sierra         | CSA Steaua Bucarest | svincolato    |
| A                | Adel Bettaieb        | Univ. Cluj          | svincolato    |
| A                | Caio Fereira Martins | Bălți               | svincolato    |
| A                | Franck Tchassem      | Univ. Cluj          | svincolato    |
| Altre operazioni |                      |                     |               |
| R.               | Nome                 | da                  | Modalità      |
| P                | Alexandru Silveanu   | Câmpulung           | fine prestito |
| C                | Patrick Dulcea       | Unirea Slobozia     | fine prestito |
| C                | Alexandru Dinoci     | SCM Râmnicu Vâlcea  | fine prestito |
| A                | Valentin Buhăcianu   | Câmpulung           | fine prestito |

| Cessioni         | Cessioni           | Cessioni          | Cessioni      |
| R.               | Nome               | a                 | Modalità      |
| ---------------- | ------------------ | ----------------- | ------------- |
| P                | Denis Oncescu      | Dinamo Bucarest   | fine prestito |
| D                | Costin Ghiocel     | Concordia Chiajna | svincolato    |
| C                | Gabriel Gheorghe   | Rapid Bucarest    | fine prestito |
| C                | Paul Mitrică       | FC Bacău          | svincolato    |
| A                | Eldin Mehmedovic   | Stupčanica        | svincolato    |
| A                | Emmanuel Mensah    | CFR Cluj          | fine prestito |
| A                | Vlad Morar         |                   | svincolato    |
| Altre operazioni |                    |                   |               |
| R.               | Nome               | a                 | Modalità      |
| C                | Patrick Dulcea     | Unirea Slobozia   | prestito      |
| A                | Valentin Buhăcianu |                   | svincolato    |

## Risultati

### Liga I

#### Prima fase

##### Girone di andata
| Arbitro: | Horațiu Feșnic |

|  |           |               |
|  | Marcatori | 3’, 34’ Dobre |

| Arbitro: | Ionuț Coza |

|                                             |           |            |
| Sierra 16’ (aut.) Rădulescu 39’ Baiaram 52’ | Marcatori | 36’ Sadriu |

| Arbitro: | Adrian Cojocaru |

|  |           |                       |
|  | Marcatori | 42’ Sierra 53’ Sadriu |

| Arbitro: | Radu Petrescu |

|                                 |           |                      |
| Matos 16’ Garutti 42’ Pîrvu 68’ | Marcatori | 45+6’ Anderson Ceará |

| Arbitro: | Andrei Moroiță |

|                                        |           |              |
| Bodișteanu 18’ Mailat 45+2’ Mitrov 84’ | Marcatori | 83’ Bettaieb |

| Arbitro: | Horia Mladinovici |

|                             |           |  |
| Matos 62’ (rig.) Sierra 65’ | Marcatori |  |

| Bucarest 24 agosto 2025, ore 20:30 EEST 7ª giornata | FCSB | – referto | Argeș Pitești | Arena Națională |

| Mioveni 30 agosto 2025, ore 17:00 EEST 8ª giornata | Argeș Pitești | – referto | Metaloglobus | Stadio Orășenesc |

| Arad 13 settembre 2025, ore 17:00 EEST 9ª giornata | UTA Arad | – referto | Argeș Pitești | Stadio Francisc von Neuman |

| Mioveni 20 settembre 2025, ore 17:00 EEST 10ª giornata | Argeș Pitești | – referto | U Cluj | Stadio Orășenesc |

| Sibiu 27 settembre 2025, ore 17:00 EEST 11ª giornata | Hermannstadt | – referto | Argeș Pitești | Stadio Municipal Sibiu |

| Mioveni 4 ottobre 2025, ore 17:00 EEST 12ª giornata | Argeș Pitești | – referto | Petrolul Ploiești | Stadio Orășenesc |

| Costanza 18 ottobre 2025, ore 17:00 EEST 13ª giornata | Farul Costanza | – referto | Argeș Pitești | Stadio Viitorul |

| Mioveni 25 ottobre 2025, ore 17:00 EEST 14ª giornata | Argeș Pitești | – referto | Dinamo Bucarest | Stadio Orășenesc |

| 1 novembre 2025, ore 17:00 EET 15ª giornata | Unirea Slobozia | – referto | Argeș Pitești |  |

##### Girone di ritorno
| Bucarest 8 novembre 2025, ore 17:00 EET 16ª giornata | Rapid Bucarest | – referto | Argeș Pitești | Stadio Rapid-Giulești |

| Mioveni 22 novembre 2025, ore 17:00 EET 17ª giornata | Argeș Pitești | – referto | U Craiova | Stadio Orășenesc |

| Mioveni 29 novembre 2025, ore 17:00 EET 18ª giornata | Argeș Pitești | – referto | CFR Cluj | Stadio Orășenesc |

| Miercurea Ciuc 6 dicembre 2025, ore 17:00 EET 19ª giornata | Csíkszereda | – referto | Argeș Pitești | Stadio Municipal Miercurea Ciuc |

| Mioveni 13 dicembre 2025, ore 17:00 EET 20ª giornata | Argeș Pitești | – referto | Botoșani | Stadio Orășenesc |

| Galați 20 dicembre 2025, ore 17:00 EET 21ª giornata | Oțelul Galați | – referto | Argeș Pitești | Stadio Oțelul |

| Mioveni 17 gennaio 2026, ore 17:00 EET 22ª giornata | Argeș Pitești | – referto | FCSB | Stadio Orășenesc |

| Clinceni 24 gennaio 2026, ore 17:00 EET 23ª giornata | Metaloglobus | – referto | Argeș Pitești | Stadio Clinceni |

| Mioveni 31 gennaio 2026, ore 17:00 EET 24ª giornata | Argeș Pitești | – referto | UTA Arad | Stadio Orășenesc |

| Cluj-Napoca 4 febbraio 2026, ore 17:00 EET 25ª giornata | U Cluj | – referto | Argeș Pitești | Cluj Arena |

| Mioveni 7 febbraio 2026, ore 17:00 EET 26ª giornata | Argeș Pitești | – referto | Hermannstadt | Stadio Orășenesc |

| Ploiești 14 febbraio 2026, ore 17:00 EET 27ª giornata | Petrolul Ploiești | – referto | Argeș Pitești | Stadio Ilie Oană |

| Mioveni 21 febbraio 2026, ore 17:00 EET 28ª giornata | Argeș Pitești | – referto | Farul Costanza | Stadio Orășenesc |

| Bucarest 28 febbraio 2026, ore 17:00 EET 29ª giornata | Dinamo Bucarest | – referto | Argeș Pitești | Stadio Arcul de Triumf |

| Mioveni 7 marzo 2026, ore 17:00 EET 30ª giornata | Argeș Pitești | – referto | Unirea Slobozia | Stadio Orășenesc |

### Cupa României

#### Turni di qualificazione
| Borcea 27 agosto 2025, ore 17:30 EEST Play-off | Agricola Borcea | – referto | Argeș Pitești | Stadio Comunale Borcea |

## Statistiche

### Statistiche di squadra
Statistiche aggiornate al 10 agosto 2025 (Liga I esclusa).
| Competizione  | Competizione  | Punti | In casa | In casa | In casa | In casa | In casa | In casa | In trasferta | In trasferta | In trasferta | In trasferta | In trasferta | In trasferta | Totale | Totale | Totale | Totale | Totale | Totale | DR |
| Competizione  | Competizione  | Punti | G       | V       | N       | P       | Gf      | Gs      | G            | V            | N            | P            | Gf           | Gs           | G      | V      | N      | P      | Gf     | Gs     | DR |
| ------------- | ------------- | ----- | ------- | ------- | ------- | ------- | ------- | ------- | ------------ | ------------ | ------------ | ------------ | ------------ | ------------ | ------ | ------ | ------ | ------ | ------ | ------ | -- |
| Liga I        | Prima fase    |       |         |         |         |         |         |         |              |              |              |              |              |              |        |        |        |        |        |        |    |
| Cupa României | Cupa României | -     |         |         |         |         |         |         |              |              |              |              |              |              |        |        |        |        |        |        |    |
| Totale        | Totale        | -     |         |         |         |         |         |         |              |              |              |              |              |              |        |        |        |        |        |        |    |

### Andamento in campionato

#### Prima fase
| Giornata  | 1  | 2  | 3  | 4 | 5 | 6 | 7 | 8 | 9 | 10 | 11 | 12 | 13 | 14 | 15 | 16 | 17 | 18 | 19 | 20 | 21 | 22 | 23 | 24 | 25 | 26 | 27 | 28 | 29 | 30 |
| --------- | -- | -- | -- | - | - | - | - | - | - | -- | -- | -- | -- | -- | -- | -- | -- | -- | -- | -- | -- | -- | -- | -- | -- | -- | -- | -- | -- | -- |
| Luogo     | C  | T  | T  | C | T | C | T | C | T | C  | T  | C  | T  | C  | T  | T  | C  | C  | T  | C  | T  | C  | T  | C  | T  | C  | T  | C  | T  | C  |
| Risultato | P  | P  | V  | V | P | V |   |   |   |    |    |    |    |    |    |    |    |    |    |    |    |    |    |    |    |    |    |    |    |    |
| Posizione | 14 | 16 | 11 | 5 | 8 | 6 |   |   |   |    |    |    |    |    |    |    |    |    |    |    |    |    |    |    |    |    |    |    |    |    |

Legenda:

Luogo: C = Casa; T = Trasferta. Risultato: V = Vittoria; N = Pareggio; P = Sconfitta.

### Statistiche dei giocatori
Sono in corsivo i calciatori che hanno lasciato la società a stagione in corso.
Statistiche aggiornate al 10 agosto 2025 (Liga I esclusa).
| Giocatore     | Liga I   | Liga I | Liga I      | Liga I     | Cupa României | Cupa României | Cupa României | Cupa României | Totale   | Totale | Totale      | Totale     |
| Giocatore     | Presenze | Reti   | Ammonizioni | Espulsioni | Presenze      | Reti          | Ammonizioni   | Espulsioni    | Presenze | Reti   | Ammonizioni | Espulsioni |
| ------------- | -------- | ------ | ----------- | ---------- | ------------- | ------------- | ------------- | ------------- | -------- | ------ | ----------- | ---------- |
| F. Borța      | 0        | 0      | 0           | 0          | 0             | 0             | 0             | 0             | 0        | 0      | 0           | 0          |
| M. Briceag    | 0        | 0      | 0           | 0          | 0             | 0             | 0             | 0             | 0        | 0      | 0           | 0          |
| Caio          | 0        | 0      | 0           | 0          | 0             | 0             | 0             | 0             | 0        | 0      | 0           | 0          |
| L. Crăciun    | 0        | 0      | 0           | 0          | 0             | 0             | 0             | 0             | 0        | 0      | 0           | 0          |
| A. Dinu       | 0        | 0      | 0           | 0          | 0             | 0             | 0             | 0             | 0        | 0      | 0           | 0          |
| K. Doukoure   | 0        | 0      | 0           | 0          | 0             | 0             | 0             | 0             | 0        | 0      | 0           | 0          |
| G. Garutti    | 0        | 0      | 0           | 0          | 0             | 0             | 0             | 0             | 0        | 0      | 0           | 0          |
| N. Heras      | 0        | 0      | 0           | 0          | 0             | 0             | 0             | 0             | 0        | 0      | 0           | 0          |
| D. Lazar      | 0        | 0      | 0           | 0          | 0             | 0             | 0             | 0             | 0        | 0      | 0           | 0          |
| A. Manole     | 0        | 0      | 0           | 0          | 0             | 0             | 0             | 0             | 0        | 0      | 0           | 0          |
| R. Matos      | 0        | 0      | 0           | 0          | 0             | 0             | 0             | 0             | 0        | 0      | 0           | 0          |
| R. Moldoveanu | 0        | 0      | 0           | 0          | 0             | 0             | 0             | 0             | 0        | 0      | 0           | 0          |
| D. Oancea     | 0        | 0      | 0           | 0          | 0             | 0             | 0             | 0             | 0        | 0      | 0           | 0          |
| E. Obiang     | 0        | 0      | 0           | 0          | 0             | 0             | 0             | 0             | 0        | 0      | 0           | 0          |
| R. Petriu     | 0        | 0      | 0           | 0          | 0             | 0             | 0             | 0             | 0        | 0      | 0           | 0          |
| Y. Pîrvu      | 0        | 0      | 0           | 0          | 0             | 0             | 0             | 0             | 0        | 0      | 0           | 0          |
| V. Rață       | 0        | 0      | 0           | 0          | 0             | 0             | 0             | 0             | 0        | 0      | 0           | 0          |
| I. Rădescu    | 0        | 0      | 0           | 0          | 0             | 0             | 0             | 0             | 0        | 0      | 0           | 0          |
| M. Roman      | 0        | 0      | 0           | 0          | 0             | 0             | 0             | 0             | 0        | 0      | 0           | 0          |
| L. Sadriu     | 0        | 0      | 0           | 0          | 0             | 0             | 0             | 0             | 0        | 0      | 0           | 0          |
| T. Seto       | 0        | 0      | 0           | 0          | 0             | 0             | 0             | 0             | 0        | 0      | 0           | 0          |
| R. Sierra     | 0        | 0      | 0           | 0          | 0             | 0             | 0             | 0             | 0        | 0      | 0           | 0          |
| C. Stancu     | 0        | 0      | 0           | 0          | 0             | 0             | 0             | 0             | 0        | 0      | 0           | 0          |
| C. Straton    | 0        | 0      | 0           | 0          | 0             | 0             | 0             | 0             | 0        | 0      | 0           | 0          |
| F. Tchassem   | 0        | 0      | 0           | 0          | 0             | 0             | 0             | 0             | 0        | 0      | 0           | 0          |
| C. Tofan      | 0        | 0      | 0           | 0          | 0             | 0             | 0             | 0             | 0        | 0      | 0           | 0          |
| M. Tudose     | 0        | 0      | 0           | 0          | 0             | 0             | 0             | 0             | 0        | 0      | 0           | 0          |